# Second Hand Love

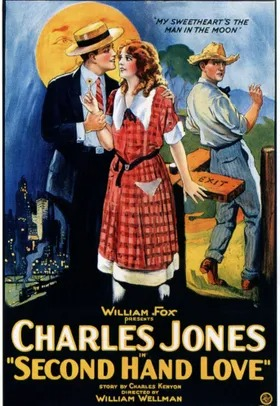
Affiche promotionnelle du film muet américain Second Hand Love, réalisé par William A. Wellman et sorti en 1923.

Second Hand Love est un film muet américain réalisé par William A. Wellman et sorti en 1923.

## Synopsis
Andy Hanks, un bricoleur itinérant, arrive dans une petite ville avec son cheval et son chien. Il y rencontre Angela Trent, une jeune femme maltraitée par son mari. Andy la sauve de cette situation mais leur tranquillité est menacée par Seth Poggins, l'avare du village, qui convoite Angela. Déterminé à la protéger, Andy affronte Seth pour assurer la sécurité et le bonheur d'Angela,.

## Fiche technique
- Réalisation : William A. Wellman
- Scénario : Charles Kenyon, d'après une histoire de Shannon Fife
- Chef-opérateur : Don Short
- Production : William Fox
- Date de sortie : 
  - États-Unis : 26 août 1923

## Distribution
- Buck Jones : Andy Hanks
- Ruth Dwyer : Angela Trent
- Charles Coleman : Dugg
- Harvey Clark : Scratch, le détective
- Frank Weed : Deacon Seth Poggins
- James Quinn : le partenaire de Dugg
- Gus Leonard : le policier